# Loxocrambus coloradellus
Loxocrambus coloradellus là một loài bướm đêm trong họ Crambidae.